# Mauerstraße 9 (Darmstadt)
Das Haus Mauerstraße 9 ist ein Bauwerk in Darmstadt.

## Geschichte und Beschreibung
Das Wohnhaus Mauerstraße 9 wurde um das Jahr 1843 erbaut.
Stilistisch gehört das Gebäude zum Biedermeier.
Bauherr war der Darmstädter Zimmermeister Georg Friedrich Mahr.
Der unprätentiöse biedermeierliche Landhaustyp stammt aus den Anfängen der Martinsviertelbebauung.
Das ehemals freistehende Wohnhaus besitzt zweieinhalb Geschosse.
Das große Anwesen wurde zu einem späteren Zeitpunkt vom Bauherrn selbst mit weiteren Miethäusern überbaut.
Der achsensymmetrische kubische Baukörper mit einem weit vorgezogenen Dach wird durch eine sparsame Ornamentik gekennzeichnet.
Die rechteckigen Sprossenfenster sitzen in scharfkantig begrenzten Wandflächen.
Das Obergeschoss ist durch ein einfaches Überdachungsmotiv ausgezeichnet.
Alle Fenster – außer dem Halbrundfenster im Giebel – besitzen gusseiserne Brüstungsgitter.
Die ursprünglich den ländlichen Charakter unterstreichenden Fensterläden – die dieser schlichten Gestaltung gleichzeitig als Schmuckform dienten – fehlen heute zum größten Teil.
Im Hof erhalten geblieben ist eines von ehemals zwei reich gearbeiteten Gartenhäuschen mit einem Fachwerk aus den 1860er-Jahren.
Die Gefache sind kunstvoll ausgemauert, das Giebelfeld und die Traufbretter sind mit gesägter Ornamentik verziert.

## Denkmalschutz
Das Wohnhaus ist ein typisches Beispiel für die Architektur der Biedermeierzeit in Darmstadt.
Aus architektonischen, baukünstlerischen und stadtgeschichtlichen Gründen steht das Bauwerk unter Denkmalschutz.